# Conferencia de Quebec

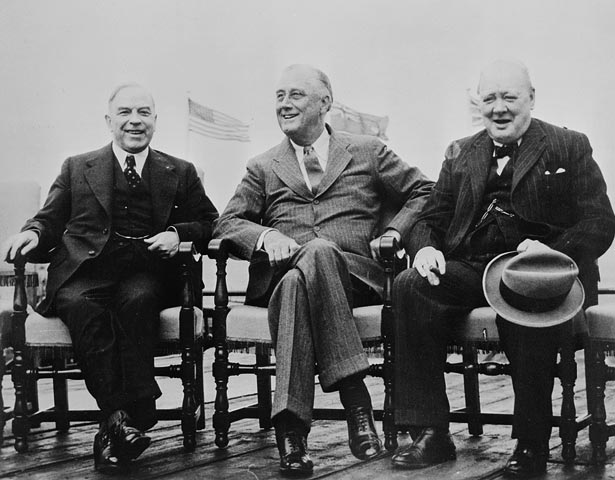
Mackenzie King, Franklin D. Roosevelt y Winston Churchill en la primera Conferencia de Quebec.

La Primera Conferencia de Quebec (nombre en código "QUADRANT") fue una conferencia militar altamente secreta celebrada durante la Segunda Guerra Mundial entre los gobiernos del Reino Unido, Canadá y Estados Unidos. La conferencia se llevó a cabo en la ciudad de Quebec, desde el 17 de agosto de 1943 hasta el 24 de agosto de 1943. Se llevó a cabo en la Ciudadela y en el Château Frontenac. Los principales representantes fueron Winston Churchill y Franklin D. Roosevelt, y el anfitrión, el primer ministro de Canadá, William Lyon Mackenzie King. A pesar de que Churchill sugirió que Mackenzie King estuviera involucrado en todas las discusiones, Roosevelt vetó la idea. Como resultado , la hospitalidad de Mackenzie King era casi puramente para fines ceremoniales. Iósif Stalin, líder de la Unión Soviética, había sido invitado a unirse a la conferencia, pero no asistió por razones militares.

## Discusiones

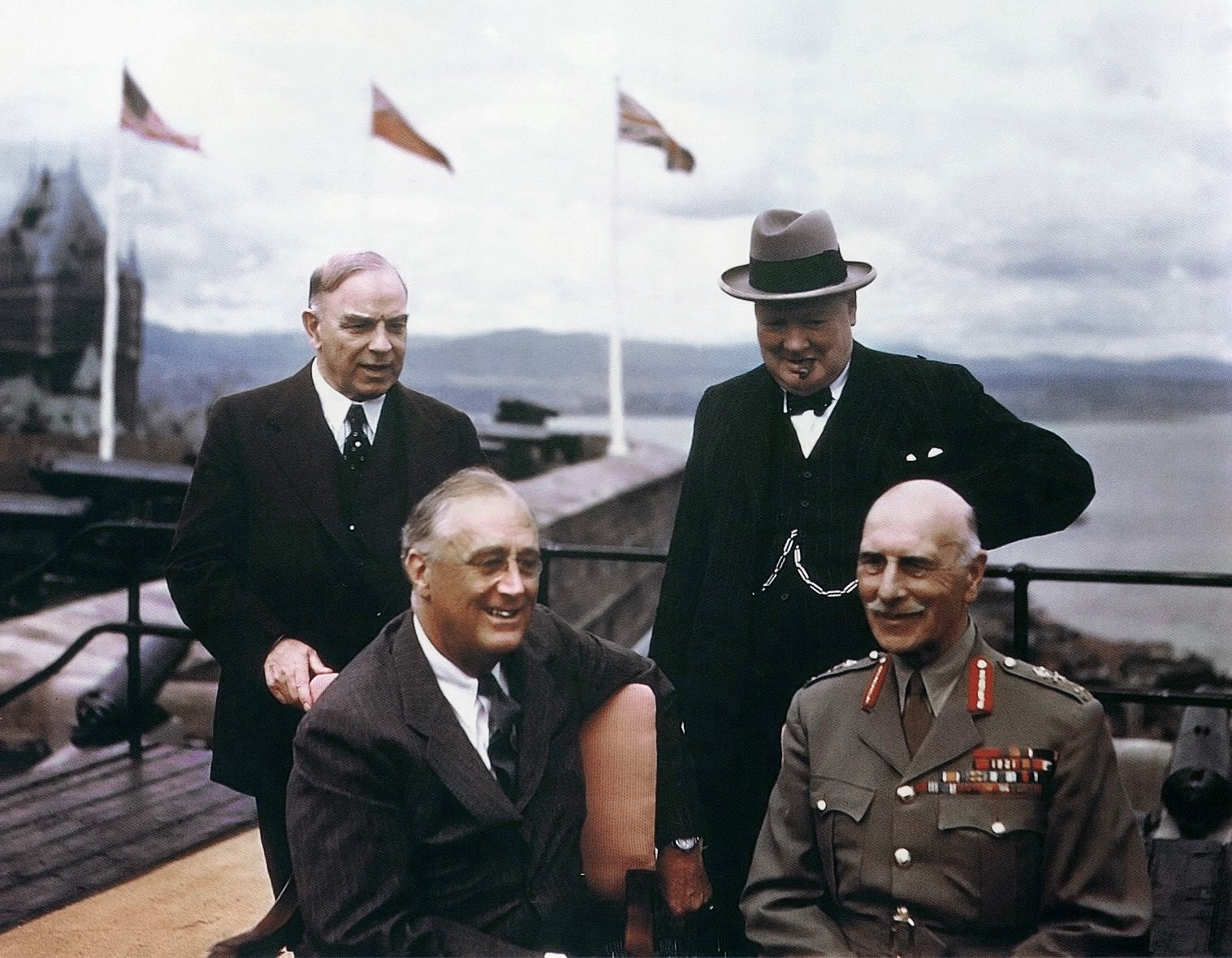
Mackenzie King, Franklin D. Roosevelt, Winston Churchill, y el Earl de Athlone en la Ciudadela.

Los aliados acordaron iniciar conversaciones para la planificación de la invasión de Francia, denominada Operación Overlord, en un informe secreto por parte de los jefes de la Junta del Estado Mayor. Se acordó que Overlord se iniciaría el 1 de mayo de 1944, pero luego el plan se retrasó. Sin embargo, Overlord no era la única opción; por ejemplo, la Operación Júpiter se mantuvo como alternativa, ya que los alemanes habían demostrado ser demasiado poderosos en la costa francesa. Respecto al Mediterráneo (una zona que interesaba a Churchill), se acordó una mayor concentración y más fuerza para eliminar a Italia de la alianza del Eje y ocupar Córcega. Churchill y Roosevelt dejaron claro que sólo aceptarían la rendición incondicional de Italia, que causaría un cese completo e inmediato de los combates. Llegaron noticias sobre la conquista aliada de Sicilia; la operación tan solo había durado treinta y ocho días. Se decidió entonces que la invasión de Italia empezaría el 3 de septiembre de 1943. Sin embargo, se firmó un armisticio ese mismo día, lo que retiró oficialmente a Italia de la guerra.
Hubo debates sobre la mejora de la coordinación de los esfuerzos de los americanos, británicos y canadienses para desarrollar una bomba atómica. Churchill y Roosevelt, sin la aportación de Canadá, firmaron el Acuerdo de Quebec, que sentenciaba que ninguno de los firmantes emplearía la tecnología nuclear contra el otro, que no se utilizaría contra terceros sin el consentimiento mutuo y que los planos de la bomba no serían revelados a terceros. Canadá, a pesar de no estar representada en la reunión particular, desempeñó un papel clave en este acuerdo ya que era una de las principales fuentes de uranio y agua pesada, ambos esenciales en la bomba atómica.
Se decidió que las operaciones en los Balcanes deberían limitarse a suministrar a las guerrillas, mientras que las operaciones contra Japón se intensificarían con el fin de agotar los recursos nipones, cortar sus líneas de comunicaciones, y seguir estableciendo bases desde las que el continente japonés pudiera ser atacado.
Además de las discusiones estratégicas, que se comunicaron a la Unión Soviética y a Chiang Kai-Shek en China, la conferencia también emitió un comunicado conjunto sobre Palestina, destinado a calmar las tensiones que la ocupación británica provocaba, cada vez más insostenible. La conferencia también condenó las atrocidades alemanas en Polonia.
Estaba claro que la eliminación de Italia de la guerra era la principal prioridad de los aliados; se esperaba que fuera efectiva a finales de 1943. A raíz de esto, la siguiente esperanza era que Alemania fuese derrotada por otoño de 1944, lo que dejaría solo a Japón entre las potencias del Eje.

## Continuación
Después de la conferencia, Churchill pasó sus vacaciones en un campamento de pesca y, a continuación, el 31 de agosto de 1943, pronunció un discurso radial antes de viajar en tren especial a Washington D. C. para reanudar las conversaciones con Roosevelt.